# Apodemus draco
Espèce
Statut de conservation UICN

 LC  : Préoccupation mineure
Apodemus draco est une espèce de rongeur de la famille des Muridae.